# .fo
.fo (Ilhas Feroé) é o código TLD (ccTLD) na Internet para as Ilhas Feroé.